# Asplenium × reichsteinii
Asplenium × reichsteinii là một loài dương xỉ trong họ Aspleniaceae. Loài này được Bennert, Rasbach & K.Rasbach mô tả khoa học đầu tiên năm 1987.
Danh pháp khoa học của loài này chưa được làm sáng tỏ. 